# Georg Tartler

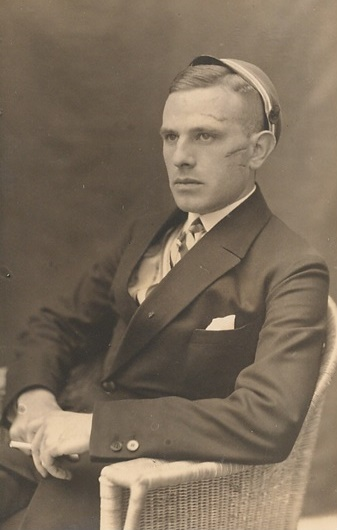
Georg Tartler

Georg Tartler (* 23. März 1899 in Nußbach (Kreis Brașov), Siebenbürgen; † 30. Oktober 1976 in Greifswald) war ein deutscher Hygieniker und Epidemiologe.

## Leben
Der Sohn eines Schulrektors besuchte die Volksschule seines Geburtsortes und das Honterusgymnasium in Kronstadt. Ab 1917 besuchte er die Theresianische Militärakademie. An der Italienfront geriet er in Kriegsgefangenschaft. 1919 nach Großrumänien zurückgekehrt, kämpfte er in der Armata Română gegen die Armee der Ungarischen Räterepublik. Er ging 1920 nach Deutschland und studierte ab 1921 an der Friedrichs-Universität Halle Landwirtschaft. Nach dem Diplom studierte er an der  Hessischen Ludwigs-Universität und der Friedrichs-Universität Medizin. 1925 wurde er Mitglied des Corps Normannia-Halle, das 1846 von Siebenbürger Sachsen gegründet worden war. Er erhielt 1932 die deutsche Staatsbürgerschaft. Nach dem Staatsexamen 1933 wurde er 1934 zum Dr. med. promoviert. Danach arbeitete er bis 1939 als Assistent am Medizinaluntersuchungsamt des Hygienischen Instituts der Universität Halle. Er trat 1937 in den  NSDDB und die NSDAP ein (Mitgliedsnummer 4.340.402).
Tartler war ab 1933 Mitglied der Sturmabteilung und machte ab 1935 Übungen bei der Wehrmacht. 1938 einberufen, wurde er im Protektorat Böhmen und Mähren als Standortarzt eingesetzt. 1939 nach Halle zurückgekehrt, wurde er Oberassistent am Hygienischen Institut. 1939 habilitierte er sich. Im selben Jahr erneut zum Heer eingezogen, diente er bis zum Ende des Zweiten Weltkriegs als Armeehygieniker, zuletzt als Oberstabsarzt. In Schwerin war er nach 1945 maßgeblich am Aufbau des Bakteriologischen Untersuchungsamtes beteiligt. Die Ernst-Moritz-Arndt-Universität Greifswald berief ihn 1952 als o. Professor und Direktor des Instituts für Medizinische Mikrobiologie und Epidemiologie. Er war 1954 Prorektor und 1961 Dekan der Medizinischen Fakultät. Von 1964 bis 1966 war er Rektor der Hochschule. Dagegen wurde protestiert, „weil nun schon 15 Jahre hintereinander ehemalige Nationalsozialisten das Rektorat innehatten“. Trotzdem wurde Tartler 1957 Stadtverordneter und zeitweise Stadtrat in Greifswald.

## Ehrungen
- Vaterländischer Verdienstorden in Gold (1974)[7]